# Сешатхотеп
Сешатхотеп (XXII ст. до н. е.) — давньоєгипетський державний діяч IV династії, верховний жрець Ра у Геліополісі. Ім'я перекладається як Сешат задоволена.

## Життєпис
Походив зі знатного роду. Діяв в середині та наприкінці IV династії, за останніх фараонів якої досяг значних посад: сина Володаря Двох земель (на кшталт принца крові), що дозволило увійти до вищої знаті. Наприкінці правління фараона Хуфу стає верховним жерцем Ра.
Відповідав за здійснення діяльності зі зведення пірамід, палаців фараона на посаді Наглядача над усіма роботами. Потім за фараона Мікерина стає чаті (візиром). Помер в часи цього фараона. Поховано в мастабі G 5150 в Гізі.

## Родина
Дружина — Меріте
Діти:
- Сешатхотеп II
- Хеті